# Адрар (Мавритания)
Вижте пояснителната страница за други значения на Адрар.
Адрар (на арабски: ولاية آدرار; правопис по американската система BGN: Adrar) е административна област на Мавритания, с площ 215 300 км² и население, според изчисления от юли 2019 г., 61 100 души. Името на областта идва от платото Адрар. Главен град на областта е Атар. Други големи градове са Чум, Чингети и Уадан. Областта граничи със съседните на Мавритания държави Западна Сахара и Мали.

## Разделение
Адрар е разделен на 3 департамента:
- Атар
- Чингети
- Ауджефт